# Werner E. Reichardt
Werner Ernst Reichardt (Berlín, 30 de enero de 1924 - Tubinga, Alemania; 18 de septiembre de 1992) fue un físico y biólogo alemán, fundador del Instituto Max Planck de Cibernética Biológica, que estudia el procesamiento de información y señales por el cerebro, y director del mismo desde 1968 hasta su fallecimiento, que se produjo al final de un simposio organizado en su honor con ocasión de su jubilación.
Las investigaciones de Reichardt contribuyeron a comprender mejor cómo los sistemas nerviosos procesan la información. Junto con Bernhard Hassenstein y Hans Wenking desarrolló la teoría de percepción del movimiento a partir de experimentos con insectos. Más tarde, a partir de los resultados de esas investigaciones, presentó junto con Hassenstein un modelo que explicaría cómo una neurona que recibe información de los fotorreceptores que se estimulan con cambios de luz puede registrar movimiento. El modelo recibió el nombre de “detector de Reichardt”.

## Premios y reconocimientos
- Profesor Honorario de la Universidad de Tubinga (1970)
- Miembro de la Academia de Ciencia y Literatura de Mainz  (1970)
- Miembro de la Academia de Ciencias Leopoldina  (1971)
- Miembro de la Academia Americana de Artes y Ciencias de Cambridge, Massachusetts  (1972)
- Miembro de la Real Academia de los Países Bajos de Artes y Ciencias (KNAW)[2] (1977)
- Pour le Mérite (1980)
- Premio de la Real Academia de Holanda H.P. Heineken (con B. Julesz)  (1985)
- Miembro de la Academia Nacional de Ciencias de Washington  (1988)
- Miembro de la Sociedad Americana de filosofía de Filadelfia (1989)
- Miembro de la Academia Europea, Cambridge, Reino Unido (1989)
- Doctor Honorario en Ingeniería de la Technische Hochschule de Aquisgrán  (1989)